# コントラギター

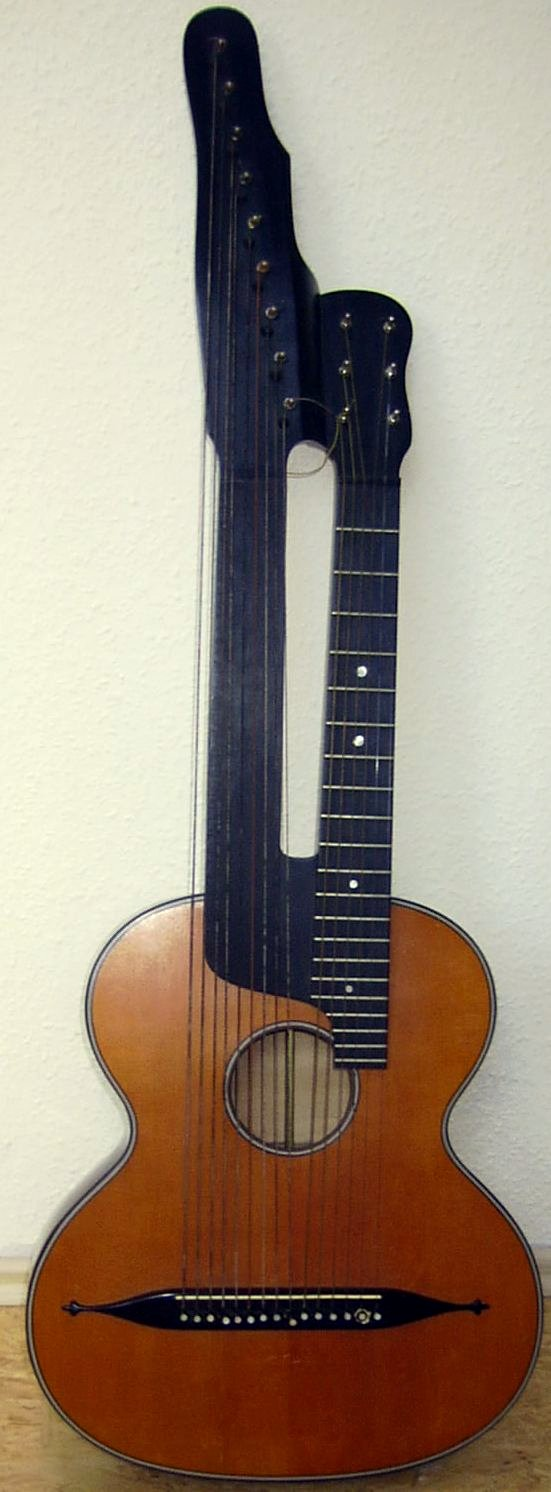
コントラギター

コントラギター（Kontragitarre:（ドイツ語）, Contraguitar:（英語））は19世紀中葉のウィーンで発達したダブルネックのギター。シュランメル・ギターともいう。
通常の6弦のフレット付きのネックに加えて、9本のベース弦のフレットレスネックがあるのが特徴である。通常、この追加弦は上からE-flat音にチューニングされ、最低音弦はG音である。
もともとウィーンの楽器製作者ヨハン・ゲオルク・シュタウファー（Johann Georg Stauffer, 1778-1853）が構想していたが未完成に終わったものを、孫弟子のヨハン・ゴットフリート・シェルツァー（Johann Gottfried Scherzer, 1843-1870）が改善して完成させた。
コントラギターはウィーンの民俗音楽、特にシュランメル音楽で聴くことができる。またアルペン地方の民俗音楽でもときおり耳にすることがある。